# Johann Friedrich Gühling
Johann Friedrich Gühling (* 5. März 1702 in Chemnitz; † 12. Mai 1772 ebenda) war ein deutscher evangelischer Theologe.

## Leben
Johann Friedrich Gühling wurde 1702 in Chemnitz als Sohn des Schuhmachers Johann Gühling geboren. Er absolvierte die Schule und besuchte das Gymnasium seiner Heimatstadt. Gühling erhielt aufgrund seiner guten Leistungen vom Rat der Stadt Chemnitz ein Stipendium, um eine Universität besuchen zu können. Durch die weitere Stipendienförderung des sächsischen Kurfürsten August des Starken erhielt er die Möglichkeit, sich am 25. April 1720 an der Universität Wittenberg kostenlos zu immatrikulieren. Am 17. Oktober 1722 erwarb er den akademischen Grad eines Magisters der Philosophie und am 1. Februar 1723 erlangte er die Vorleseerlaubnis für Hochschulen als Magister Legens. 
Obwohl man ihm eine Schulrektorenstelle in einer anderen Stadt geboten hatte, bewarb er sich Gühling um die Stelle eines Konrektors in seiner Heimatstadt. Er trat am 26. August 1726 diese Stelle an, blieb aber nicht lange in dieser Position, da man einschätzte, dass er ein guter Prediger sei. Daher übertrug man ihm am 19. Februar 1730 das Diakonat an der Jakobskirche, er wurde dort am 21. Juli 1738 Archidiakon und begab sich 1755 abermals nach Wittenberg. Hier erwarb er am 24. September das Lizentiat der Theologie, kehrte in seine Heimatstadt zurück und wurde im März 1760 Superintendent in  Chemnitz. Als solcher promovierte er in Wittenberg am 9. August 1770 zum Doktor der Theologie.
Außer seiner Amtstätigkeit beschäftigten ihn wissenschaftliche Arbeiten, die sich nicht nur auf das theologische, sondern auch auf das philologische Gebiet erstreckten und die vielseitigen Interessen des Autors erkennen ließen. So hatte er unter anderem Sebastian Seydel’s Exegetisches Prediger-Lexikon (Chemnitz 1731) im zweiten Teil fortgesetzt. Das Exegetisches Prediger-Lexikon wiederum war eine Fortsetzung des biblischen Reallexikons, das Johann Hamann in Chemnitz von 1715 bis 1724 in vier Bänden herausgegeben hatte.

## Werkauswahl
1. Diss. (Praes. J. W. Bergero) de Autographis Veterum. Wittenberg 1723
2. Diss. de Apographis Veterum. Wittenberg 1723
3. Diss. de barba Deorum, ex priscarum Graeciae et Latii maxime religionum monumentis. Wittenberg 1725
4. Diss. de caussis barbae Deorum. Wittenberg 1725
5. Diss. de Paulo Mercurio,  ab Lystrenis vocato, id Actor. XIV, 12. Wittenberg 1726
6. Diss. de lingua Lycaonica, a Pelasgis Graecis orta. Wittenberg 1726
7. Diss. de praeiudiciis. Wittenberg 1726
8. Diss. de Rustico in sermone, veteris exemplo Latii declarato. Wittenberg 1726
9. Diss. de locutionibus sacris ex Palaestra Graeeorum veterum repetitis. Wittenberg 1726
10. Progr. zur Vertheidigung  der Schulcomödien, wider einen Ungenannten. Chemnitz 1727
11. Progr. dass Jephtha seine Tochter nicht geschlachtet. Chemnitz 1727
12. Exegetisches Prediger Lexicon, worinn die wíchtigsten Sprüche und schweren Stellen heil. Schrift erklärt werden. 2.  Teil. Chemnitz 1732
13. Etwas zur Historie derer Emigranten aus Salzburg. Chemnitz 1732
14. Der himmlischen Berufung selige Wirkung, eine Leichenpredigt über Phil-3, 20. 21. Chemnitz 1734
15. Die Schmalkaldischen Artikel, nebst einem Vorberichte. Chemnitz 1737
16. Jakobs gottgefällige  Legung   eines Grundsteins zu einem Gotteshause; eine Casualpredigt über Genesis 28, 22. Chemnitz 1750
17. J. F. W. Jerusalem's Beantwortung der Frage: ob die Ehe mit der Schwester Tochter nach den göttlichen Gesetzen zulässig sey? Mit Anmerkungen erläutert. Chemnitz 1755